# Göllheim
Göllheim – miejscowość i gmina w Niemczech, w kraju związkowym Nadrenia-Palatynat, w powiecie Donnersberg, siedziba gminy związkowej Göllheim. Liczy 3 775 mieszkańców (2009), zajmuje powierzchnię 18,02 km².

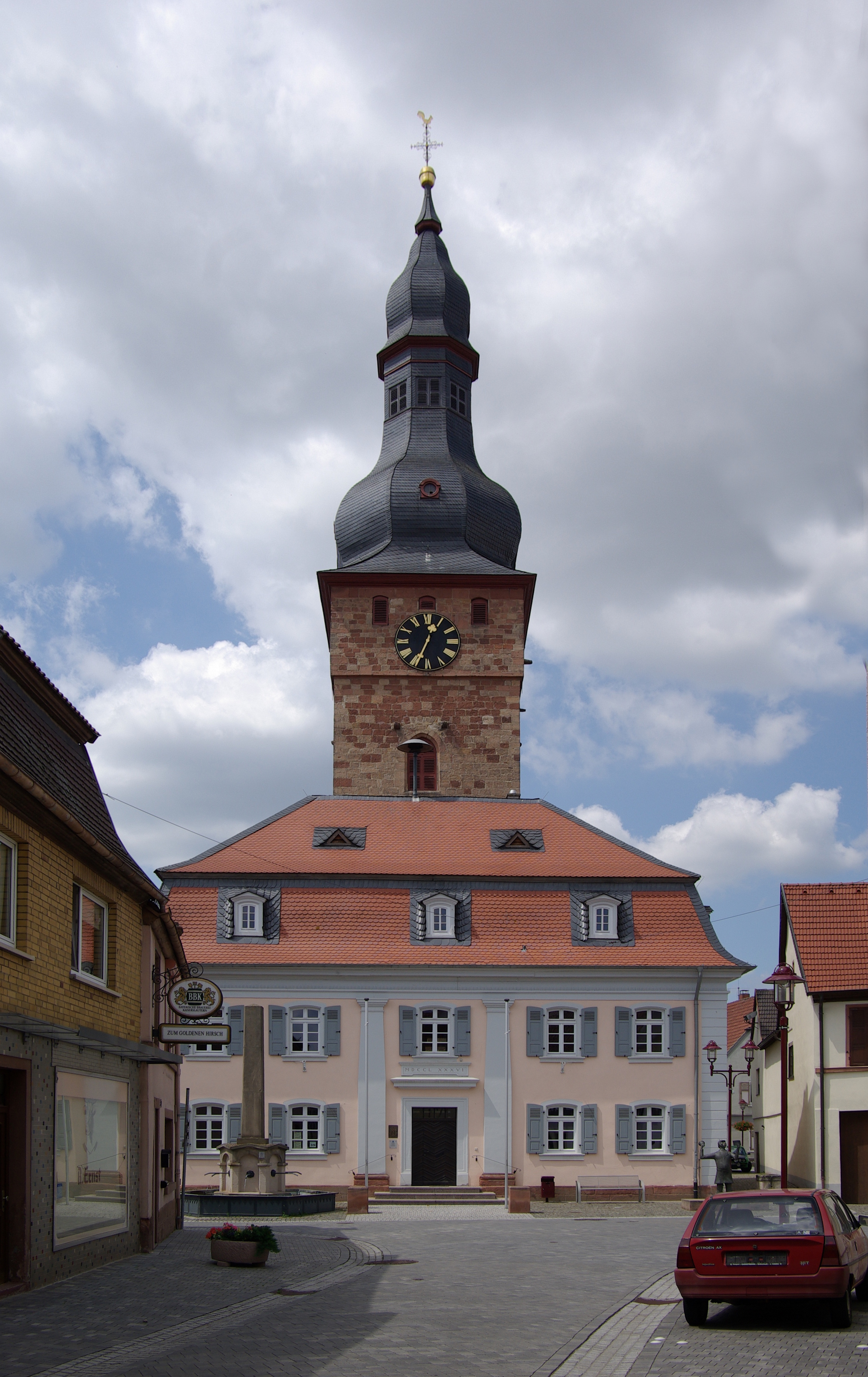
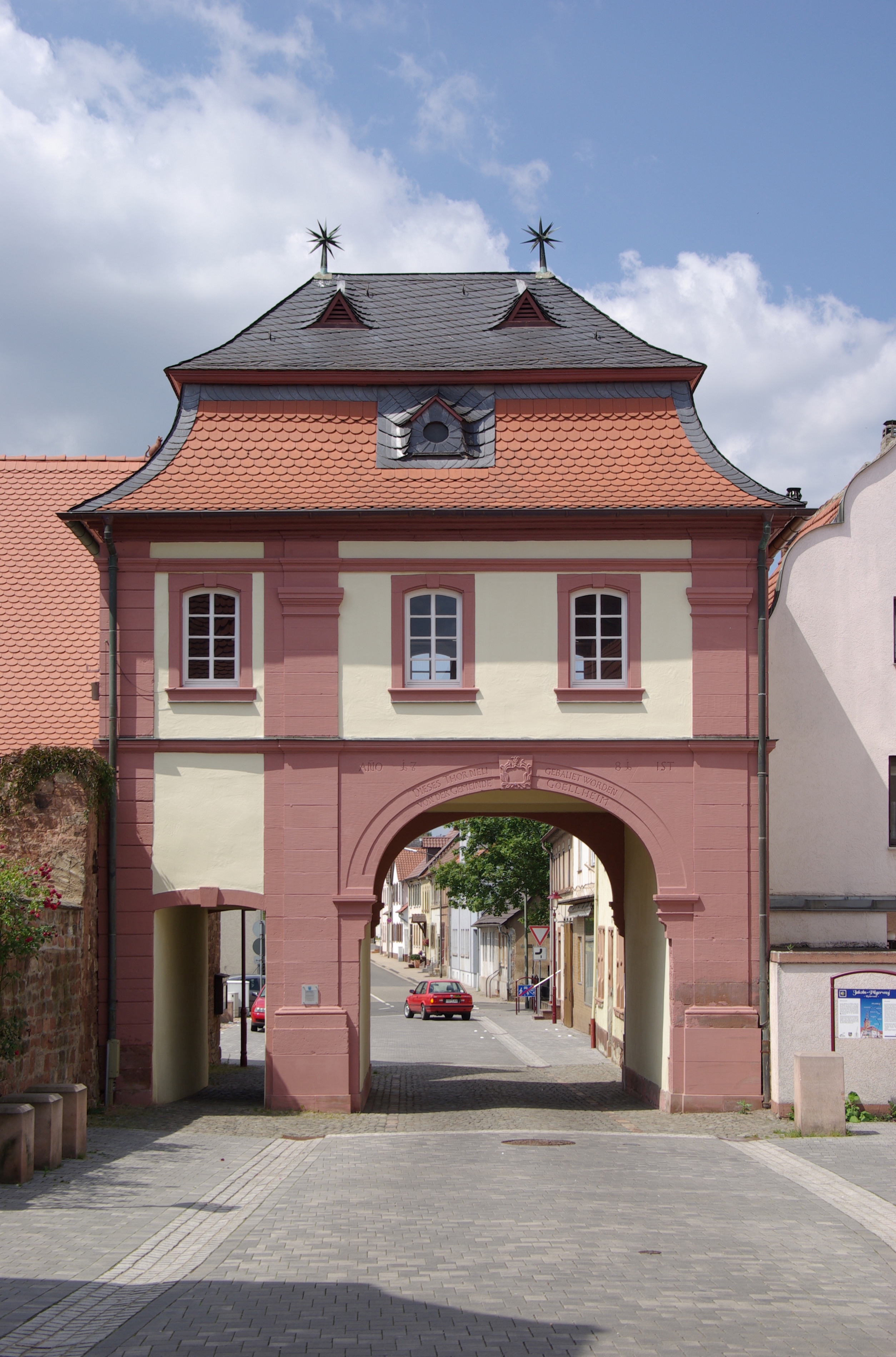
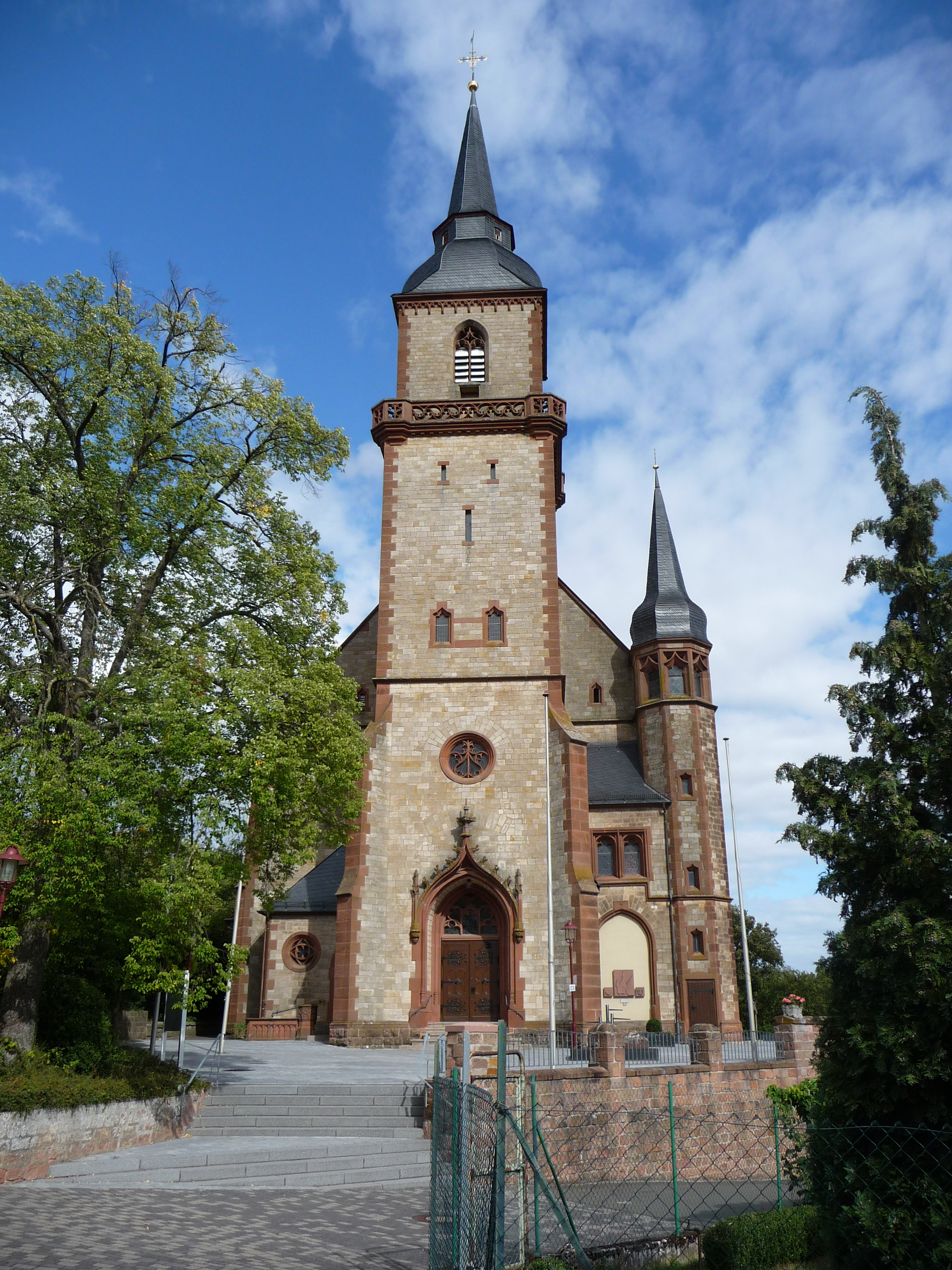
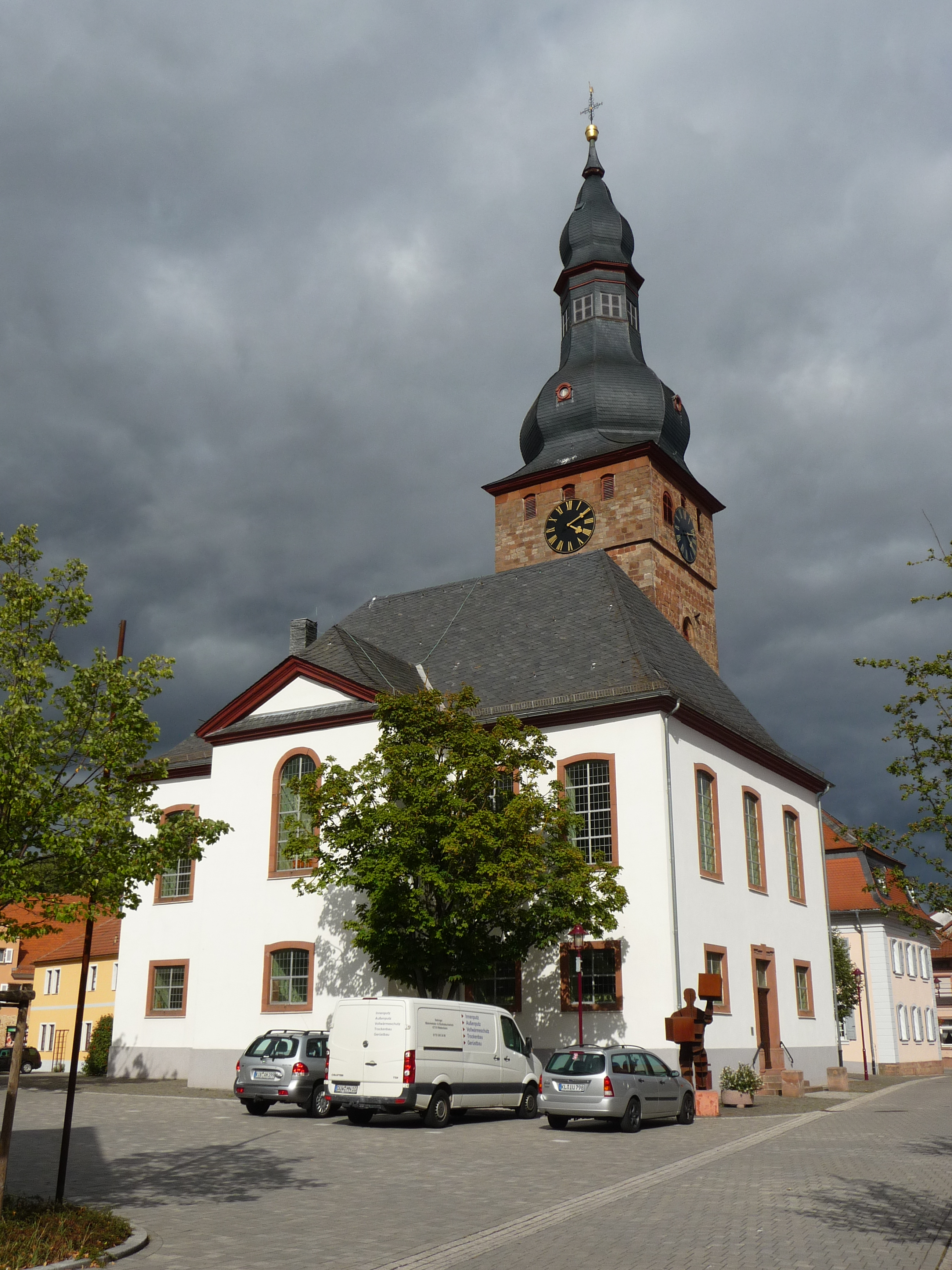

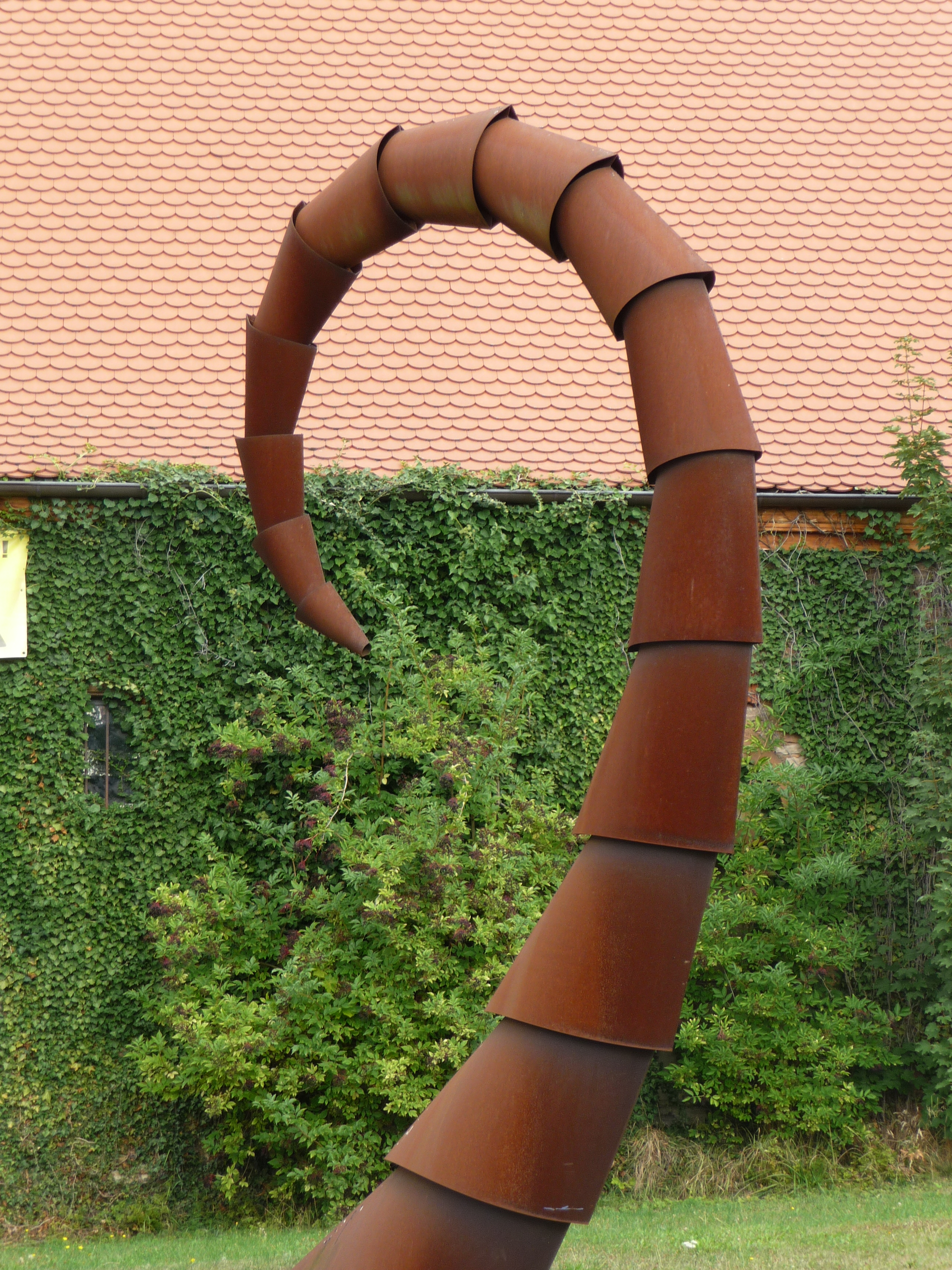
„Sproß“
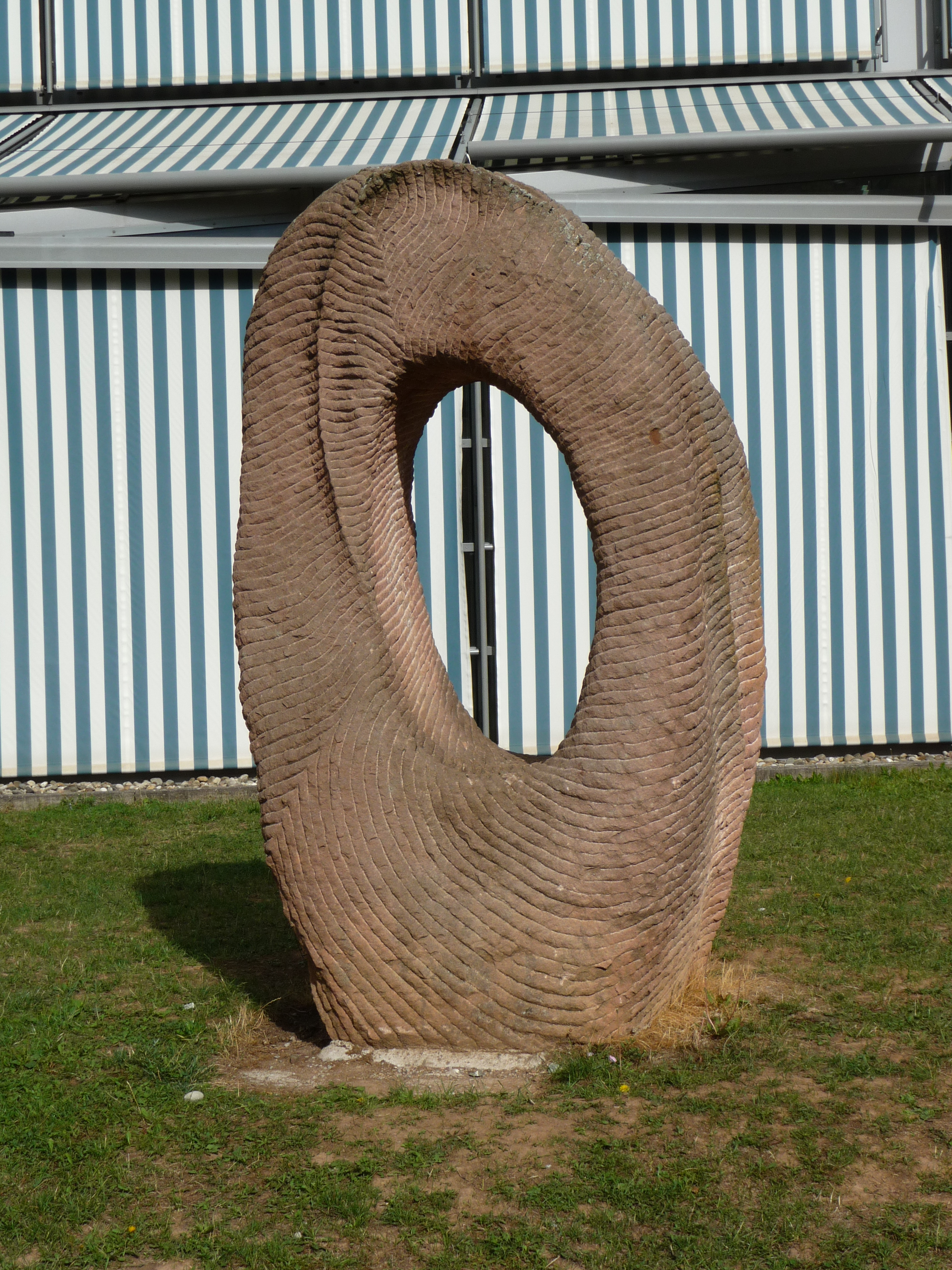
„Aufbruch“
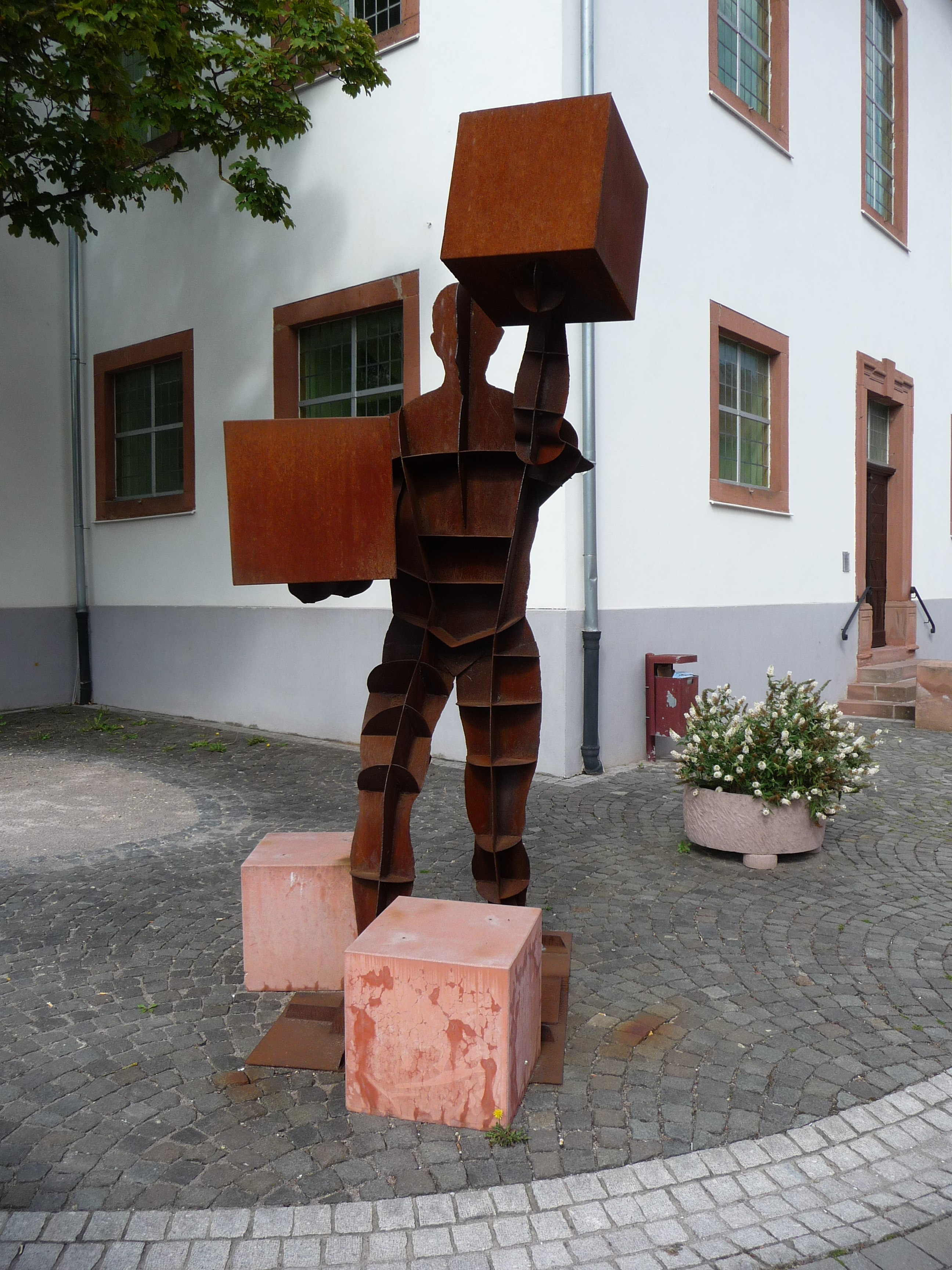
„Jongleur“
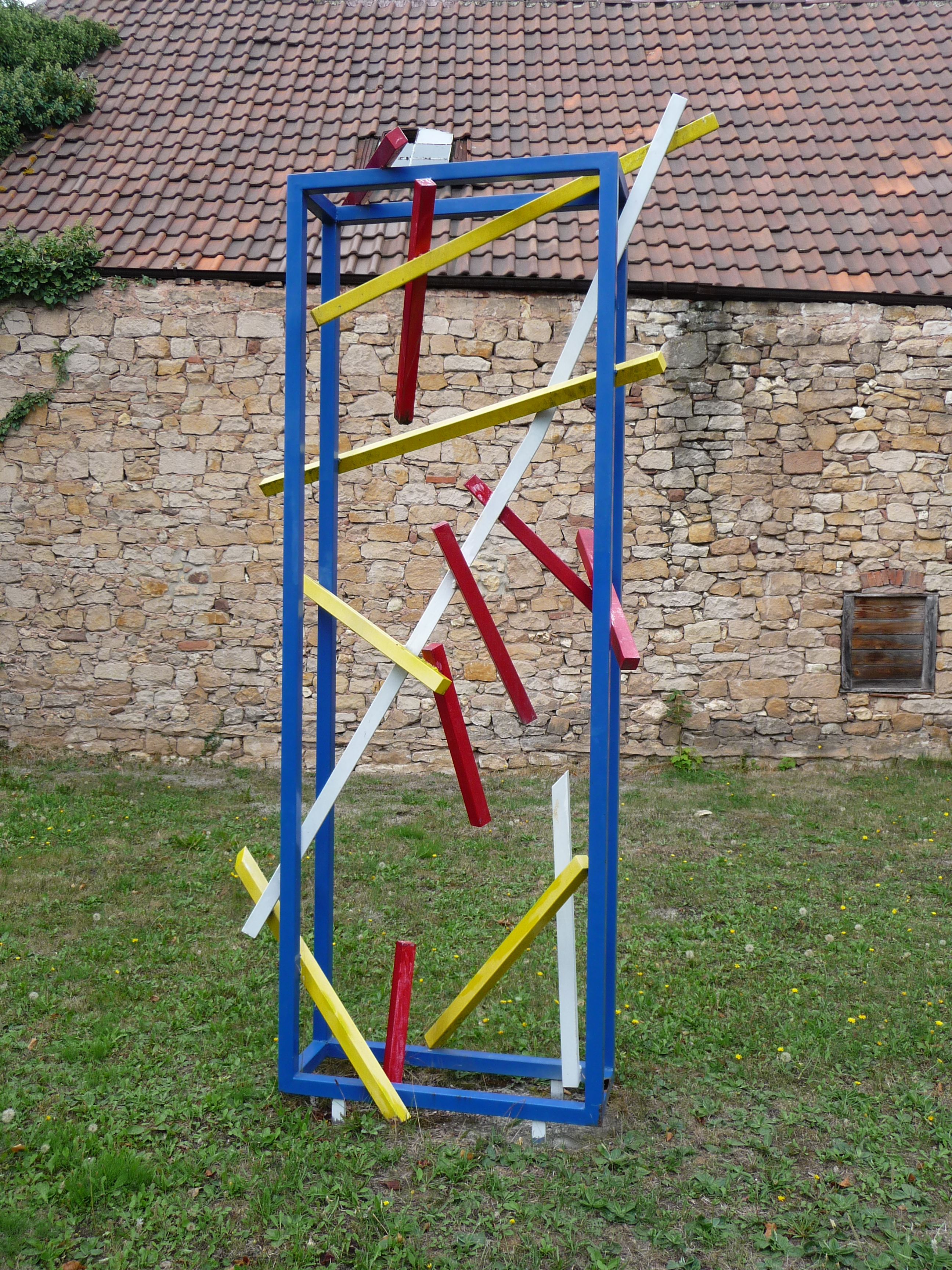
„Roter Rahmen“

## Współpraca
- La Clayette, Francja
- Marano Equo, Włochy
- Kozienice, Polska